# Nagy Márton (közgazdász)
Nagy Márton István (Szolnok, 1976. május 9. – ) magyar közgazdász, 2022-től Magyarország nemzetgazdasági minisztere.
2015-től 2020 májusáig Magyar Nemzeti Bank alelnöke, 2015–2017 között a Budapesti Értéktőzsde elnöke. 2020. júniustól 2022. áprilisig miniszterelnöki megbízott a negyedik Orbán-kormány Miniszterelnökségén.  2022 május és 2023 december között az ötödik Orbán kormány gazdaságfejlesztési minisztere, 2024. január 1. óta pedig annak nemzetgazdasági minisztere. A 2025-ös Befolyás-barométer szerint ő Magyarország 5. legbefolyásosabb személye.

## Életpályája
Szülővárosában érettségizett. Diplomáját 1999-ben szerezte a Budapesti Közgazdaságtudományi Egyetemen.

### Korai pályafutása (1998–2015)
1998-2000 között makrogazdasági elemzőként dolgozott az Államadósság Kezelő Központnál, majd az ING Vagyonkezelő Rt.-nél volt vezető elemző.
2002-től a Magyar Nemzeti Banknál volt vezető közgazdasági szakértő, ahol később a pénzügyi stabilitási területen töltött be különböző posztokat. 2013-2015 között ő volt a bank Pénzügyi Stabilitásért és Hitelösztönzésért felelős ügyvezető igazgatója, valamint a Pénzügyi Stabilitási Tanács és az Európai Bankhatóság tagja.
A jegybankban töltött karrierje során részt vett többek között a Növekedési Hitelprogram életre hívásában (2010), a devizahitelek forintosításában (2014), az MKB Bank szanálásában (2014), és a Budapesti Értéktőzsde nemzeti tulajdonba vételében (2015).

### A Magyar Nemzeti Bank alelnöke (2015–2020)
2015 és 2020 között a Magyar Nemzeti Bank alelnöke és a Monetáris Tanács tagja, emellett a Magyar Pénzverő Zrt. igazgatósági elnöke, az Országos Betétbiztosítási Alap és a Szanálási Alap igazgatótanácsi tagja, a KELER Zrt. és a KELER Központi Szerződő Fél (KSZF) Zrt. igazgatósági tagja.
2015 decembere és 2017 márciusa között a Budapesti Értéktőzsde elnöki pozícióját is betöltötte.

### A miniszterelnök gazdasági főtanácsadója (2020–2022)
2020 és 2022 között miniszterelnöki megbízottként a miniszterelnök gazdasági főtanácsadójaként tevékenykedett. Gazdaságpolitikai kérdésekkel kapcsolatos személyes szaktanácsadás mellett a gazdaságpolitikai ágak működési összhangjának erősítése is a feladata volt.
2021. május 1. és 2023. április 30. között a Mol Nyrt. felügyelő bizottságának, illetve audit bizottságának a tagja volt.
Alelnökként közreműködött a Növekedési Kötvényprogram 2019-es elindításában.

### Gazdaságfejlesztési miniszter (2022–2023)
2022 májusától tárca nélküli gazdaságfejlesztési miniszter, 2023 január 1-től december 31-ig a Gazdaságfejlesztési Minisztérium minisztere, amely a Miniszterelnöki Kabinetirodából történő kiválással jött létre. Gazdaságfejlesztési miniszterként elsősorban a gazdaságfejlesztés, a versenyképesség gazdasági és jogi feltételrendszere, a nemzeti pénzügyi szolgáltatások, a pénz-, tőke- és biztosítási piac szabályozása, a nemzetközi pénzügyi kapcsolatok, az állami vagyonnal való gazdálkodás szabályozása, az állami vagyon felügyelete, a lakáspolitika, a postaügy, a belgazdaság, a foglalkoztatáspolitika, az iparügyek, a társadalmi párbeszéd, valamint a vállalkozásfejlesztés területeiért felelt.
Miniszterként a nevéhez fűződik többek között a Vodafone Magyarország Távközlési Zrt. megvásárlása, a Baross Gábor Újraiparosítási Hitelprogram és a Baross Gábor Tőkeprogram elindítása, az online árfigyelő rendszer bevezetése, vagy a kereskedelmi bankokkal közös egyeztetés az önkéntes kamatplafon kapcsán. Feladata a Budapest Airport Zrt. megvásárlására irányuló tárgyalások vezetése.
2023. december 7-ével kinevezést kapott a Gazdasági Kabinet vezetésére. Tárcavezetőként többek között olyan területeken rendelkezik ügydöntő jogkörrel, mint az adópolitika, a vidékfejlesztés, az agrárpolitika, az államháztartás, az állami beruházások, az állami vagyon felügyelete, a költségvetés makrogazdasági megalapozása, az állami vagyonnal való gazdálkodás szabályozása, a belgazdaság, az energiapolitika, az iparügyek, az élelmiszeripar, az élelmiszerlánc-felügyelet, a nyugdíjjárulék- és nyugdíjbiztosításijárulék-fizetés szabályozása, a nyugdíjpolitika, a külgazdasági ügyek, a szerencsejáték-szabályozás, a nemzeti közműszolgáltatások, a paksi atomerőmű két új blokkjának tervezése, megépítése és üzembe helyezése, illetve a gazdaságfejlesztés.

### Nemzetgazdasági miniszter (2024–)
2024. január 1-jével a Gazdaságfejlesztési Minisztérium új elnevezéssel, Nemzetgazdasági Minisztériumként folytatja kibővített tevékenységét. A tárcát Nagy Márton a továbbiakban nemzetgazdasági miniszterként vezeti, aki a gazdaságfejlesztési miniszterként betöltött felelősségi körök mellett 2023 decemberében öt új terület – az űriparfejlesztés, a turizmus, a vendéglátás, a belföldi kereskedelem és a harmadik országbeli állampolgárok magyarországi foglalkoztatása – felügyeletére kapott megbízást.
2024. augusztus 1-jével a Nagy Mártonhoz tartozó felelősségi körök olyan területekkel bővültek ki, mint az űrtechnológia, a fogyasztóvédelem, a védelmi iparfejlesztés stratégiai irányainak meghatározása, a hazai tulajdonú vállalatok külföldi befektetésének elősegítése (az EXIM Magyarország tagjaival közösen), illetve azon harmadik országok meghatározása, amelyeknek állampolgárai foglalkoztathatók Magyarországon foglalkoztatási célú tartózkodási engedéllyel vagy vendégmunkás-tartózkodási engedéllyel. A döntés értelmében a jövőben Nagy Márton gyakorolja a Debreceni Repülőtér tulajdonosi jogait.
Nemzetgazdasági miniszterként tevékeny szerepet vállalt a 2024 és 2030 közötti versenyképességi stratégia kidolgozásában, az üzemanyagárak szinten tartásával, a lakossági kamatstoppal kapcsolatban, a zöld átállás – többek között az akkumulátoripar, az elektromos járművek helyzetének – előremozdításával, a háborúellenes akcióterv kidolgozásában, valamint a Nemzeti ESG Tanács felállításában és vezetésében. A Budapest Airport Zrt. megvásárlására irányuló tárgyalásokat Nagy Márton vezette, a 2024. június 6-án megvalósult tranzakció révén a Magyar Állam és a francia VINCI Airports 100 százalékos tulajdonrészt szerzett a repülőtérben.

## Személye körüli konfliktusok
- Nagy Márton és Matolcsy György jegybankelnök több alkalommal is nyilvános kritikát fogalmaztak meg egymással szemben.[26][27][28][29] Kettejük munkakapcsolata a sajtóinformációk szerint[30][31] Nagy Márton a Magyar Nemzeti Bankból történő 2020-as távozását megelőzően romlott meg. Míg Matolcsy György elsősorban Nagy Márton vezetési stílusát bírálta[32], utóbbi azért neheztelt a jegybankelnökre, mivel a távozást követően „utána nyúlt, el akarta lehetetleníteni”[33].
- A Ryanair a kormány 2022 júniusában bevezetett, a légitársaságokat érintő extraprofitadó kapcsán bírálta Nagy Mártont[34]. Miután a társaság bejelentette, hogy az adót a 2022. július 1-jén vagy azt követően induló járatok utasaira terhelik[35], Nagy Márton fogyasztóvédelmi vizsgálatot kezdeményezett a társaságnál[36]. Az ügyben 2022 augusztusában 300 millió forintos bírságot szabtak ki[37], ám a Kúria 2024. január 24-i határozatával megsemmisítette a döntést[38]. Michael O'Leary, a társaság vezérigazgatója a sajtóban többször illette kemény kritikával az akkori     gazdaságfejlesztési minisztert[39][40][41], aki a Ryanair vezetőjének stílusát elfogadhatatlannak minősítette[42].
- 2023-tól kezdve Nagy Márton számos sajtónyilatkozatban hangsúlyozta a magas nyomású gazdaság (high pressure economy) előnyeit[43][44], amely szerinte – a foglalkoztatás és a beruházások felpörgetésén, valamint a lakossági fogyasztás bővülésén keresztül – képes potenciálisan előmozdítani a magyar gazdaság további növekedését. A törekvéseket több pénzügyi és ágazati szakértő is kritizálta[45][46], többek között azért, mert véleményük szerint több kockázatot is rejt, például inflációhoz, a forint gyengüléséhez vezethet[47].
- 2024 márciusában az osztrák Spar szupermarketlánc panaszt tett a magyar kormánnyal szemben az Európai Uniónál a külföldi tulajdonú kiskereskedők bevételeit célzó magyarországi különadó miatt[48]. Emellett Hans Reisch, a Spar Ausztria csoport vezérigazgatója arról számolt be egy osztrák élelmiszeripari szaklapnak, hogy a magyar kormány „zaklatásai” miatt a Spar Magyarország vagyonának egy részét külföldi cégekbe szervezték át[49]. Az osztrák vezérigazgató kijelentéseit Nagy Márton elítélte[50], egyúttal jogi lépések megtételét is kilátásba helyezte[51].

## Tudományos munkássága
Számos kutatás, elemzés és cikk szerzője. Kutatásai főként a banki versenyre és hatékonyságra, az egyes banki termékekre és azok árazására, az egészséges hitelezésére és az amerikai elsődleges jelzálogpiaci válság témakörére fókuszálnak. Szakmai publikációiban a pénzügyi rendszer kihívásait rendszeresen elemzi.

#### Főbb tudományos munkái
- Nagy Márton, Holló Dániel: Bank efficiency in the enlarged European Union. BIS Paper No. 28, 2006
- Király Júlia, Nagy Márton, Varga Lóránt: The effect of the subprime crisis: the Hungarian case. Paper presented on the Conference: Policy chalanges from the current crisis, Brunel University, London, 2008
- Király, Júlia, Nagy Márton, Szabó E. Viktor: Egy különleges eseménysorozat elemzése – a másodrendű jelzáloghitel-piaci válság és (hazai) következményei. Közgazdasági Szemle, 55. évfolyam (7-8), 573-621. o., 2008
- Király Júlia, Nagy Márton, Szabó E. Viktor, Judit Antal: Retail credit expansion and external finance in Hungary: lessons from the recent past (1998-2007). BIS Papers No. 44, 2009
- Balás Tamás, Nagy Márton: A devizahitelek forinthitelekre történő átváltása. MNB Szemle, 2010/10, 7-16. o, 2010
- Banai Ádám, Király Júlia, Nagy Márton: Az aranykor vége Magyarországon (Külföldi szakmai és lokális tulajdonú bankok – válság előtt és válság után). Közgazdasági Szemle, 57. évfolyam, 105-131. o., 2010
- Nagy Márton, Balog Ádám, Matolcsy György, Vonnák Balázs: Credit Crunch in Hungary between 2009 and 2013: Is the Creditless Period Over? Financial and Economic Review, 13. évfolyam 4. szám, 11-34 o., 2014
- Nagy Márton, Fábián Gergely: Rég nem látott ütemben emelkedő, egészségesebb szerkezetű kkv hitelállomány. MNB Working Papers No. 2014/03, 2014
- Nagy Márton, Balog Ádám: Már nemcsak nálunk fontos a vállalati hitelek ösztönzése. MNB Working Papers No. 2014/06, 2014
- Hoffmann Mihály, Kolozsi Pál Péter, Nagy Márton: A forintosítás időben elnyújtva csökkenti a jegybank mérlegét és így a forintlikviditást. MNB Working Papers No. 2014/12, 2014
- Nagy Márton: Forintosítás – hogy is volt ez? MNB Working Papers No. 2015/01, 2015
- Nagy Márton: Az önfinanszírozási program költségei eltörpülnek az előnyei mellett. MNB Working Papers No. 2015/10, 2015
- Banai Ádám, Király Júlia, Nagy Márton: Home High Above and Home Deep Down Below—Lending in Hungary. World Bank Policy Research Working Paper No. 5836, 2016
- Nagy Márton, Fáykiss Péter, Szombati Anikó: Regionally-Differentiated Debt Cap Rules: A Hungarian Perspective. BIS Papers No. 94, 2017
- Parragh Bianka, Báger Gusztáv, Nagy Márton, et. al.: Az ösztönző állam válságkezelése II. Ludovika Egyetemi Kiadó (ISBN 978-963-531-705-9), 2022

## Elismerések
2014-ben megkapta a Popovics Sándor-díjat, amely a feltörekvő, a közgazdaság és a pénzügyek területén kimagasló szakmai munkát nyújtó szakemberek számára adható elismerés.
2023-ban átvette A pénzügyi kultúra követe díjat, amelyet a Magyar Bankszövetség adományoz a pénzügyi tudás és kultúra fejlesztése, illetve terjesztése területén végzett elkötelezett munka elismerésére. A szervezet indoklása szerint a Pénz7 2015-ös indulása óta kiemelt önkéntesként segíti a programsorozat megvalósulását.

## Családja
Nős, két gyermek édesapja.